# Vitus Recke
 (novembre 2023).
Pour les articles homonymes, voir Recke.
Vitus Recke OCR / OCist (né le 14 novembre 1887 à Bickenriede et mort le 18 janvier 1959 à Trèves) est un prêtre catholique et abbé de Himmerod.

## Biographie
Valentin Recke entre à l'abbaye trappiste de Sainte-Marie-de-l'Étoile à Banja Luka, prend le nom religieux Vitus au moment de l'initiation, fait sa profession le 6 juin 1905, termine ses études théologiques à Rome et est ordonné prêtre le 19 avril 1914. Pendant la Première Guerre mondiale, il sert comme aumônier. En tant qu'Allemand après la guerre, il ne peut pas retourner dans son ancien monastère, qui appartient désormais à la Yougoslavie, en 1922, lui et d'autres moines participent à la renaissance de la vie monastique dans l'abbaye cistercienne détruite d'Himmerod et à la reconstruction du monastère. Il devient d'abord prieur et, le 5 janvier 1937, il est élu abbé du monastère en tant que successeur de Karl Münz. Il reçoit la bénédiction le 2 février par Franz Rudolf Bornewasser (de). Sous sa direction, le 800e anniversaire de la fondation du monastère a lieu en 1938. En 1953, il pose la première pierre de la reconstruction de l'église baroque du monastère, qui n'a toutefois pu être consacrée qu'après sa mort.